# Sesuvium microphyllum
Sesuvium microphyllum  (лат.) — травянистое растение из рода Сезувиум (Sesuvium) семейства Аизовых (Aizoaceae). Распространено на островах Карибского моря. Некоторые системтатики рассматривают этот вид как синоним Sesuvium portulacastrum.

## Ботаническое описание
Ползучее суккулентное травянистое растение со стеблями до 50 см длиной. Листья лопатковидной или ланцетовидной формы, 1—2 см длиной. Цветки расположены в пазухах листьев, одиночные, на коротких черешках. Доли чашечки заострённые, яйцевидной или ланцетовидной формы, 3—6 миллиметров длиной, беловатого или сиреневатого цвета. Тычинки многочисленные, тычиночные нити около 3 мм длиной, пыльники эллиптической формы, 0,7—0,8 мм длиной. Завязь яйцевидно-шаровидной или почти шаровидной формы, 2,3—2,5 мм длиной, 1,8—2 мм в диаметре. Плод — яйцевидная коробочка 3—3,5 мм в диаметре, с удлинёнными блестящими чёрными семенами около 1 мм длиной.